# Dent d’Oche
Die Dent d’Oche ist ein 2.221 Meter hoher Berg im Chablais-Massiv, das wiederum in den Savoyer Alpen, einem Teil der Westalpen, gelegen ist. Sie ist die höchste Erhebung der Gemeinde Bernex im französischen Département Haute-Savoie. Der Gipfel bietet eine Sicht auf fast den gesamten Genfersee sowie die französisch-schweizerischen Westalpen. 

## Geschichte

### Entstehung des Namens
Wörtlich übersetzt bedeutet "Dent d’Oche" Zahn der guten Weide. Tatsächlich beweiden Kühe im Sommer die Grasflächen bis auf etwa 1.900 Meter Höhe. 

### Erstbesteigung
Besteigungen des Gipfels über die einfache Ost-West-Route hat es möglicherweise schon vor alpinhistorischen Aufzeichnungen gegeben, die erste Erwähnung findet sich in den Memoiren von Sir Samuel Romilly, der den Berg 1781 erklomm. Die Erstbegehung der Nordwand erfolgte im Juni 1925 durch den Kaufmann François Jacquier aus Evian mit seinen Führern Joseph Ravanel, Arthur Ravanel und Camille Ravanel. 

## Lage und Umgebung

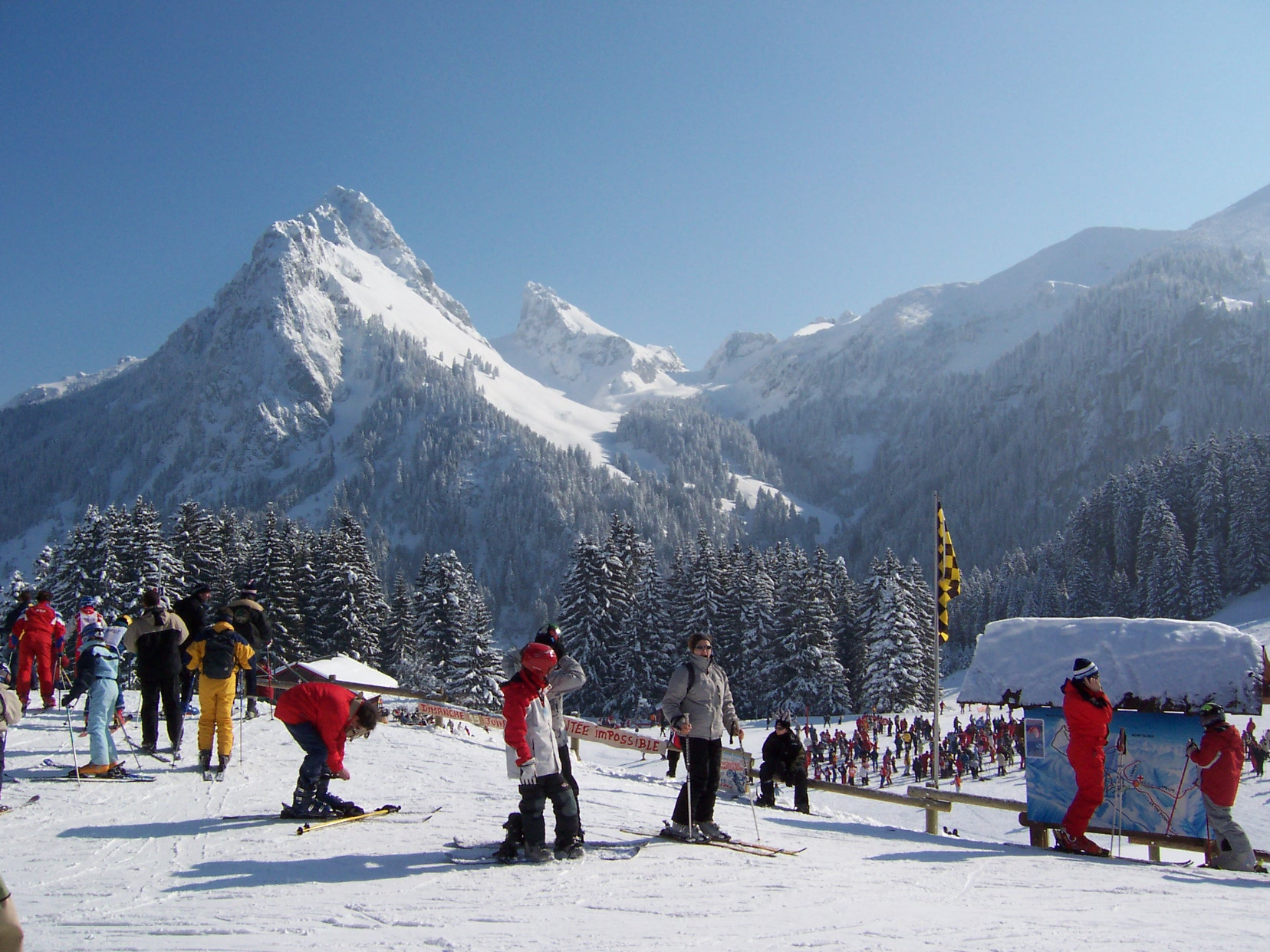
Der Gipfel von der Sesselliftstation im Südwesten im Winter

Die Dent d’Oche liegt südlich des Genfersees, südöstlich von Évian-les-Bains. Von fast der gesamten Südküste des Genfersees aus kann man die markanten Gipfelfelsen der Dent d’Oche sehen, weshalb der Berg regional recht bekannt ist. In direkter Nachbarschaft liegt der Château d’Oche, etwas weiter entfernt die Cornettes de Bise. Südlich des Gipfels befindet sich der kleine See Lac de la Case auf etwa 1780 Metern. Unweit der Dent d’Oche gibt es eine Sesselliftanlage.

## Höhe
In Reiseführern und Tourismusveröffentlichungen wird häufig als Höhe 2.222 Meter angegeben. Offiziell beträgt die Höhe des Gipfels jedoch 2.221 Meter. Es ist der nördlichste Zweitausender Frankreichs.

## Routen zum Gipfel

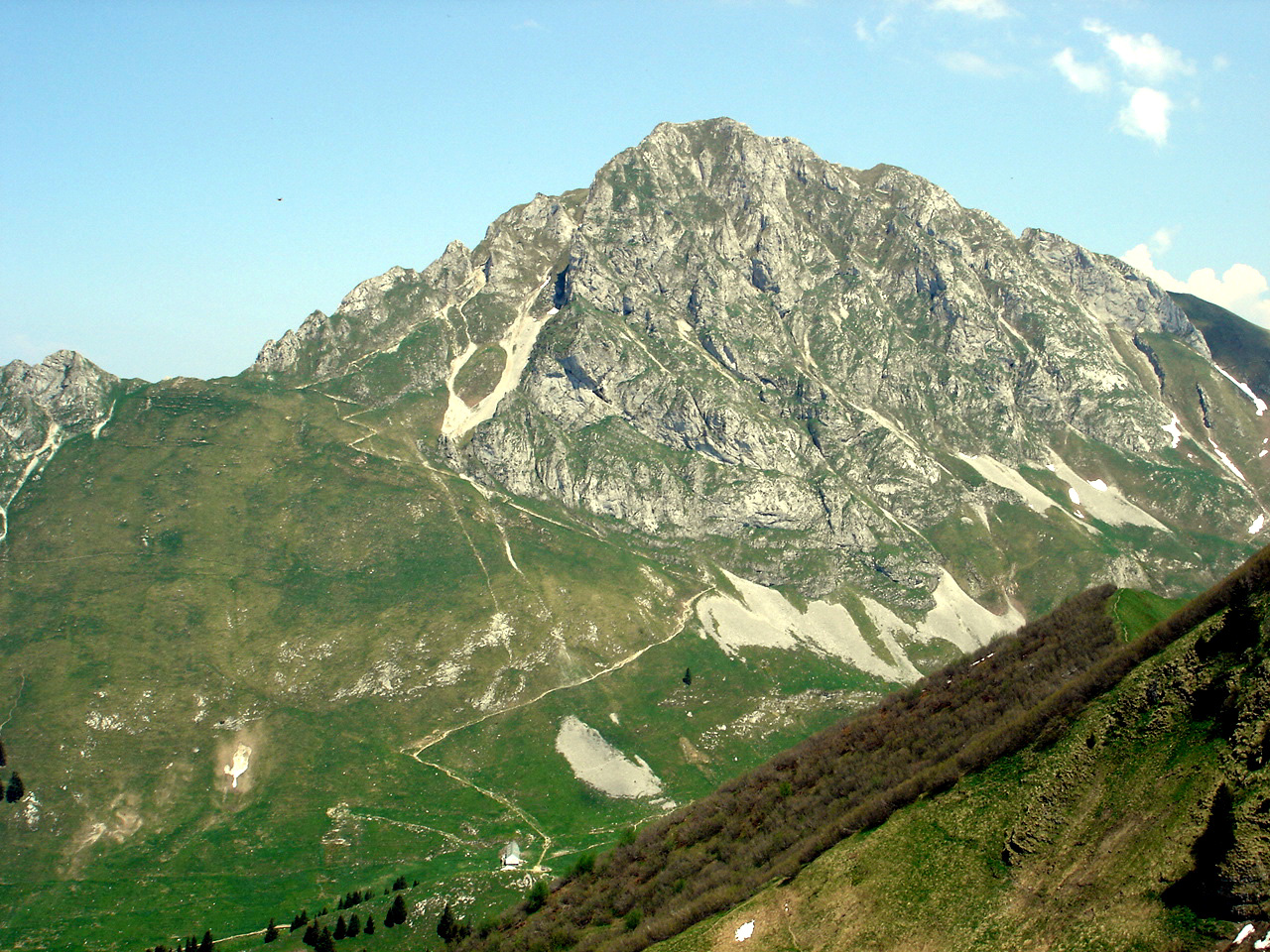
Der Gipfel von Süden, die westliche Aufstiegsroute ist sichtbar

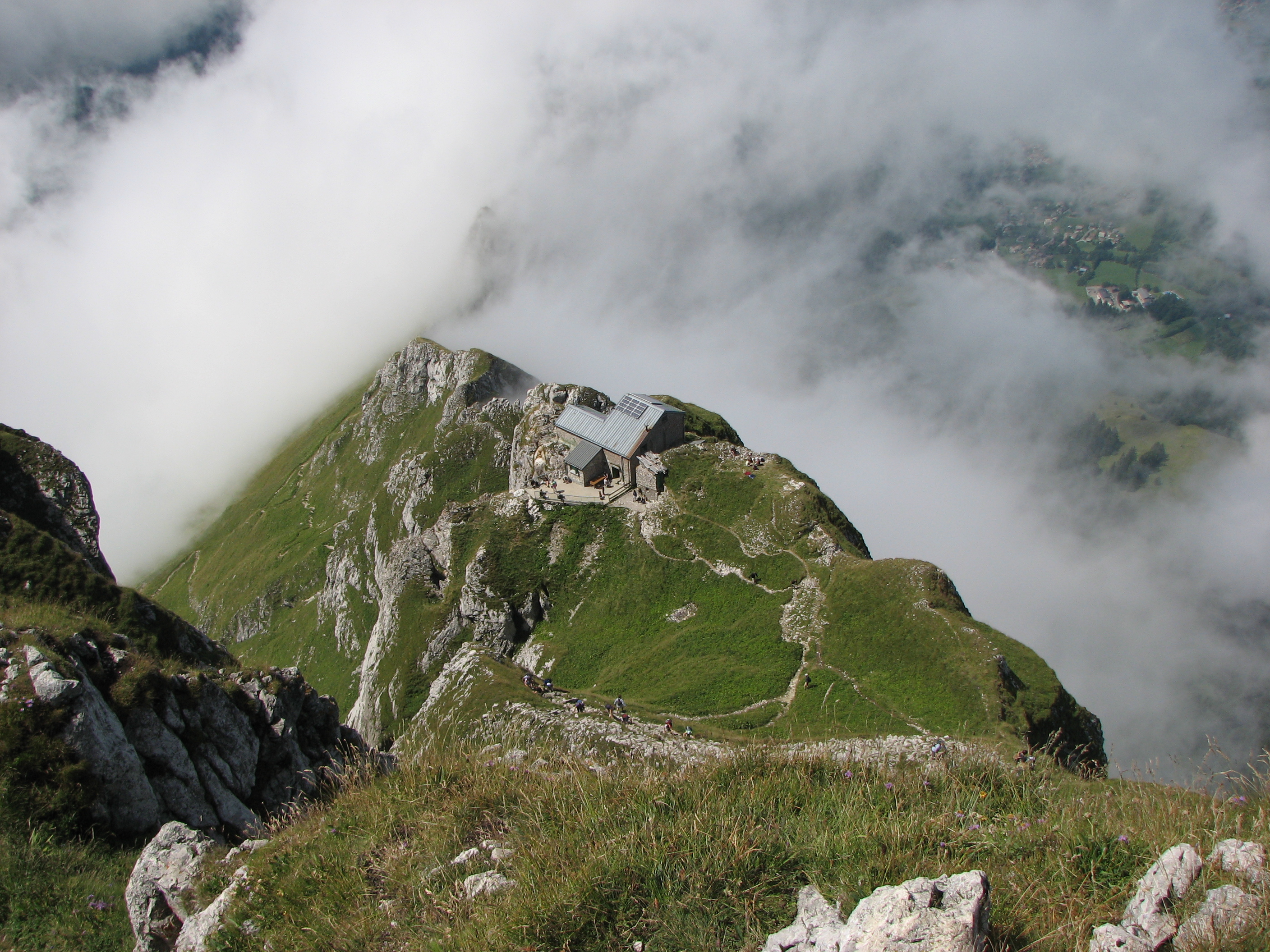
Die Berghütte vom Gipfel aus gesehen

Die Besteigung der Dent d’Oche ist eine der schwierigsten im Chablais-Massiv. Auf den letzten 350 m sind einige versicherte Kletterstellen zu überwinden. Die Hauptaufstiegsroute verläuft vom Gasthof "La Fétiuère" auf etwa 1.200 m Höhe über den Westrücken des Gipfels. Auf 2.066 Metern befindet sich die vom französischen Alpenverein bewirtschaftete Berghütte Refuge de la Dent d’Oche. Der Aufstieg dauert etwa drei Stunden, der Abstieg etwa zwei Stunden, die Route ist etwa acht Kilometer lang. Es gibt eine alternative Aufstiegsroute von der Südostseite, die etwas weniger frequentiert, von der Schwierigkeit aber vergleichbar ist. Beide Wege treffen sich an einem Kuhstall, der auf etwa 1.620 Metern liegt. Die Alpinwanderung wird auf der SAC-Wanderskala mit T5 (anspruchsvolles Alpinwandern) eingestuft. Der östliche Felsen ist mit Ankern für Kletterseile auf mehreren Routen ausgerüstet.

## Flora und Fauna
Auf der Dent d’Oche leben zahlreiche Gämsen. Die Baumgrenze liegt bei etwa 1.600 Metern, oberhalb davon dominieren alpine Bergwiesen. 